# みんなのいえ
『みんなのいえ』は、2001年6月9日に公開された日本映画。三谷幸喜脚本・監督作品第2作。主演は唐沢寿明。

## あらすじ
バラエティ番組を手がける放送作家の飯島直介と、美術教師の妻・民子は新居を建てることにした。民子の提案で設計は彼女の同窓かつインテリアデザイナーの柳沢に、施工を大工の棟梁である父の長一郎にそれぞれ依頼することになるが、建築の知識がない柳沢の設計図は建築審査に通らないものであり、長一郎は「大先生」とせせら笑う。長一郎は昔の仲間を集めて基礎工事を始め、勝手に間取りを20畳の和室に変えてしまう。アーティストとしてこだわりのある柳沢は玄関ドアを内開きにすることは譲らず、直介と民子は両者の間で翻弄される。
内装工事が始まると柳沢のこだわる装飾はことごとく無視され、柳沢は妥協ばかりと自嘲する。柳沢が欲しがるタイルが昔の建築で使われていたものだと気づいた長一郎は、彼が新しいもの好きではなく古いものにも価値を見いだしていると知り、柳沢がデザインした店にて柳沢と打ち解けようと落ち合う。だが、柳沢は気に入らない壁にペンキをぶちまけ、現場から追い出される。
大嵐の夜、長一郎が建築現場を点検しにいくと、柳沢も見に来る。心配した直介も現場に駆けつけるが、帰る途中の柳沢の車と接触しそうになる。柳沢の車は横転し、修理を依頼されていた200万円相当のエドワーディアン式家具が壊れてしまう。翌朝までに届けなければならないと聞いた長一郎は、建築現場にて柳沢や直介と解体修理を始める。修理は成功して柳沢と長一郎は和解し、3人は天井裏に墨壷、万年筆、夫妻の写真を置いて帰る。
飯島夫妻の家が完成し、来客を招いてお祝いが行われる。宴席を抜け出した柳沢と長一郎は、「ドアを外開きにされた」「和室は広すぎた」とぼやき合うのだった。

## キャスト
- 柳沢英寿（デザイナー） - 唐沢寿明
- 岩田長一郎（大工の棟梁） - 田中邦衛
- 飯島直介（シナリオライター） - 田中直樹（ココリコ）
- 飯島民子 - 八木亜希子
- 須賀（設計士） - 白井晃
- 荒川Jr.（大工） - 伊原剛志
- 荒川Sr.（土建屋） - 八名信夫
- 佐野（大工） - 江幡高志
- 八木田（ペンキ屋） - 井上昭文
- 米田（鳶） - 榎木兵衛
- 松前（電気屋） - 松山照夫
- 永井（左官屋） - 松本幸次郎
- 飯島セツ子 - 野際陽子
- 岩田光代 - 吉村実子
- 青沼菊馬 - 山寺宏一
- 青沼実栄子 - 清水ミチコ
- 青沼りか子 - 細川理佳子
- 青沼ひな子 - 細川陽菜子
- 青沼森彦 - 臼井森彦
- マンション管理人 - 近藤芳正
- ゴジラ - 田口浩正[注釈 1]
- 火星人 - 遠藤章造（ココリコ）
- ケントちゃん - 梶原善
- エプロンのマスター - 小日向文世
- 背の高い男 - 松重豊
- 携帯電話の女 - 佐藤仁美
- ウエイトレス - 橘雪子
- 淋しそうな花屋 - 大塚範一
- ナオミ - エリカ・アッシュ（英語版）
- ダンサーたち - アルマンダ・ラモス、マリア・ハウシャン、エコラ・ナカシマ
- 仕事仲間たち - 田中秀男、可児衛、栗原勇作、長谷川安雄、関真二、長尾幸一、村田成行、鈴木修、有田廣幸、加藤謙吉、川本富夫、山下雄幸
- 中井貴一 - 中井貴一
- 堀ノ内修司 - 布施明
- 堀ノ内のアシスタントスタッフ - 明石家さんま[注釈 1]
- 妥協を許さないバーテンダー - 真田広之[注釈 1]
- バーの客（古川清十郎） - 梅野泰靖
- バーの客（千本のっこ） - 戸田恵子
- 地鎮祭の神主 - 香取慎吾[注釈 1]

## スタッフ
- 脚本と監督 - 三谷幸喜
- 音楽 - 服部隆之
- 製作者 - 宮内正喜、高井英幸
- 企画 - 石丸省一郎、島谷能成
- エグゼクティブプロデューサー - 石原隆、増田久雄
- プロデューサー - 佐倉寛二郎、空閑由美子、重岡由美子
- 撮影監督 - 高間賢治 (J.S.C)
- 照明 - 上保正道
- 録音 - 瀬川徹夫
- 美術 - 小川富美夫
- 編集 - 上野聡一
- 助監督 - 酒井直人
- 演出補 - 白井美和子
- アソシエイトプロデューサー - 臼井正明
- 製作担当 - 久家豊
- スクリプター - 杉山昌子
- 音響効果 - 倉橋静男
- ミュージックエディター - 浅梨なおこ
- スーツアクター - 永田朋裕、岡野弘之
- 現像 - IMAGICA
- 製作協力 - プルミエ・インターナショナル、クロスメディア
- 製作 - フジテレビジョン、東宝
- 配給 - 東宝

## 備考
- フジテレビが製作に参加しているが、劇中の家の建築シーンはTBSの緑山スタジオ・シティのオープンセット用地に一軒家を丸ごと実際に建てる形で撮影されている。
- 布施明演ずる堀ノ内修司、戸田恵子・梅野泰靖演ずるバーの客は、『ラヂオの時間』からの登場。
- 田中直樹演ずる飯島直介、八木亜希子演ずる飯島民子は、『THE 有頂天ホテル』にも登場。
- 東宝製作出資・配給作品であることから、劇中には前年に公開された同社映画『ゴジラ×メガギラス G消滅作戦』に登場したゴジラとメガギラスのアトラクション用の着ぐるみが登場する[1]。また、主人公の飯島の仕事部屋にはゴジラのフィギュアが置かれている[1]。